# B RER-vonal
A B jelű RER vonal Párizs egyik elővárosi RER vasútvonala. Színe a térképeken kék, hossza 80 km, összesen 47 állomás található rajta. 1977-ben nyitották meg, legutolsó hosszabbítása 1994-ben történt. Üzemeltetője a RATP és az SNCF.
A járaton 900 ezer utas használja naponta, 2004-ben 165 millió utasa volt.
Északkeleten két végállomása van, a Gare Aéroport Charles-de-Gaulle 2 TGV, mely a reptérrel biztosít kapcsolatot, és Gare de Mitry - Claye, míg délnyugaton Gare de Robinson és Gare de Saint-Rémy-lès-Chevreuse állomások jelentik a vonal végét.
A vonal egy része 25 kV 50 Hz-cel, egy része pedig 1500 V egyenárammal van villamosítva, így csak kétáramnemű motorvonatok közlekedhetnek ezen a viszonylaton.

## Járművek
A B jelű vonalon általában az alábbi járműtípusok közlekednek:
- MI 79 (40)